# (27270) Guidotti
(27270) Guidotti (2000 AY4) – planetoida z pasa głównego asteroid okrążająca Słońce w ciągu 3,83 lat w średniej odległości 2,45 j.a. Odkryta 2 stycznia 2000 roku.